# Сосновка (Мурманская область)

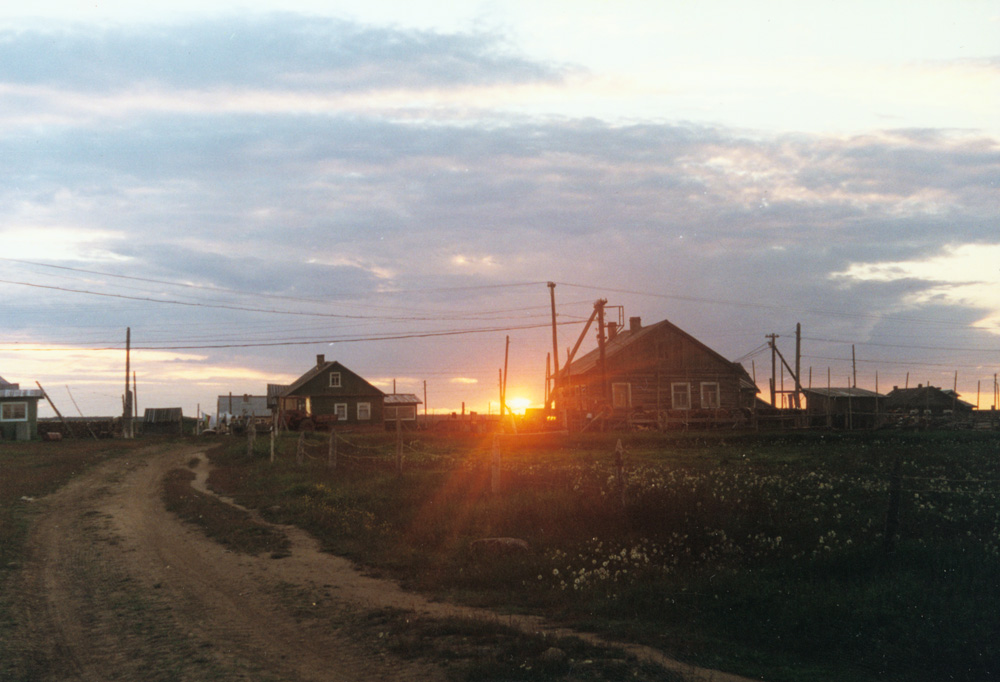
Сосновка в 1997 году

Сосно́вка — село в Ловозерском районе Мурманской области, входит в сельское поселение Ловозеро. Самый малый (по количеству жителей) населённый пункт района.

## География
Расположено на крайнем юго-востоке области, в устье реки Сосновка на берегу Белого моря в самой узкой его части. Находится в 295 км к юго-востоку от Ловозера, в 420 км от Мурманска, в 220 км к северу от Архангельска.

## История
Сосновский погост выделился из Лумбовского и Каменского погостов в начале XIX века.
В 1871 году насчитывал 12 домов и 6 жителей.

## Население
| 1871 | 1914 | 2002 | 2005 | 2010 |
| ---- | ---- | ---- | ---- | ---- |
| 6    | ↗49  | ↗90  | →90  | ↘45  |

В 1871 году насчитывал 12 домов и 6 жителей. В 1914 — 15 дворов и 49 жителей, в основном саамов.
Численность населения, проживающего на территории населённого пункта, по данным Всероссийской переписи населения 2010 года составляет 45 человек, из них 25 мужчин (55,6 %) и 20 женщин (44,4 %). На 2005 год по оценке в селе проживало 90 человек.
Большинство населения — русские (61 % по переписи населения 2002 года).

## Инфраструктура
Сообщение с другими населенными пунктами осуществляется воздушным транспортом, в основном — вертолётами из Ловозера. Также село несколько раз за сезон навигации посещает теплоход «Клавдия Еланская» из Мурманска.
Основное предприятие — сельскохозяйственный оленеводческий кооператив «Оленевод». Кооператив испытывает материальные и финансовые трудности в связи с отдаленностью отделений кооператива, высокими транспортными затратами на перевозку продукции и других грузов.
Большое значение для жителей села имеют рыболовство, охота, сбор грибов и ягод. Развивается экологический туризм.
В 2007 году на побережье Белого моря начато сооружение пяти ветроагрегатов для энергообеспечения села, ветроагрегаты не достроены. Электроснабжение села осуществляется дизельным генератором.